# Râul Valea Seciului
Râul Valea Seciului este un curs de apă, afluent al râului Prahova. 